# Marion Coulon
 (septembre 2017).
 (septembre 2017).
Pour les articles homonymes, voir Coulon.
Marion Adelin Florimond Coulon, né à Aubechies le 28 avril 1907 et mort à Ath le 2 mars 1985, est un pédagogue et haut fonctionnaire belge et un militant wallon.
Il devient instituteur à Pâturages, puis régent à l’École moyenne de Molenbeek. Il poursuit alors des études de philologie romane à l'Université libre de Bruxelles, en 1934. Sa thèse de doctorat étudie l'œuvre d'Albert Mockel et sa revue La Wallonie. Sous l'occupation il commence à rédiger les six volumes de l’ouvrage  Jeunesse à la dérive (Mons, Silène, 1940-1948). Il y met en lumlière les faiblesses du système éducatif et lui propose diverses réformes qui seront partiellement mises en œuvre (1945-1972). Il veut notamment promouvoir l’enseignement technique. Il fonde une école technique à Irchonwelz en 1948 dont il désire faire un modèle. 
Professeur à l’École normale de l’État à Mons, il devient successivement conseiller pédagogique (1945), inspecteur (1946), inspecteur général (1958) puis directeur général  des programmes de l'enseignement au ministère de l’Éducation (1972-1978). Il assume également des responsabilités internationales : délégué aux conférences de l’Unesco (1955) ; président du Conseil du Bureau international de l’Éducation, à Genève (1960) ; expert de l’UNESCO à la Consultation mondiale de Stockholm (1971).
Francophile, il participe au premier Congrès culturel wallon de Charleroi en 1938. Il adhère à Wallonie libre(1944) et défend avec passion l’autonomie culturelle de la Wallonie. Il avait d'ailleurs participé au Congrès national wallon de 1945  et il sera présent aussi  au Neuvième congrès national wallon de 1959 à Liège. Il y réclame  des mesures pour le  Borinage dans le cadre de la CECA.
Dès 1956, il anime la  Fondation Charles Plisnier, publie Le souvenir d’Albert Mockel, L'origine du mot Wallonie (Cahier n° 6, Bruxelles, Fondation Charles Plisnier, 1961) et L’autonomie culturelle en Belgique (Études et Documents, n° 3, Bruxelles, Fondation Charles Plisnier, 1961) qui est une référence pour la compréhension de la dimension culturelle du Mouvement wallon. La définition que Coulon donne de la culture l'amène à penser que celle-ci se situe bien au-dessus des problèmes linguistiques. 
Il voudrait qu'existent deux Conseils supérieurs de l’Éducation nationale. Membre du Comité permanent d’études et d’action des socialistes wallons créé à la suite de l'Assemblée des élus socialistes de Wallonie le 13 janvier 1961 et qui siègera de 1961 à 1962, il y prône un dédoublement et une décentralisation au bénéfice d'une véritable autonomie culturelle en faveur de la Wallonie: un ministère unique doit gérer l’Éducation et la Culture, placé sous la houlette d’un ministre wallon. Il est également partisan de l'idée que les régions soient compétentes en matière culturelle.
En 1973, il évoque, dans des articles de presse, que la  Wallonie picarde s'oppose à l’indépendance de la Wallonie
En 1976, il signe une nouvelle Lettre au roi pour un vrai fédéralisme rédigée par Fernand Dehousse, Jean Rey et Marcel Thiry, 
Il fonde encore la Maison culturelle d’Ath (1978), et est honoré du titre de Commandeur de l’Ordre des Palmes Académiques le 10 mars 1984.

## Distinctions
- Commandeur de l'ordre des Palmes académiques (1984)